# علم التربة الزراعية
علم التربة الزراعية هي فرع من علوم التربة والذي يتعامل مع دراسة عوامل التربة الظروف من حيث صلتها إنتاج الغذاء والألياف. في هذا السياق، بل هو أيضا أحد مكونات مجال الهندسة الزراعية وبالتالي فهو يوصف بأنه هندسة التربة الزراعية.
تعريف عام عن التربة
تعتبر التربة عنصراً أساسياً وهاماً في نجاح ما يتم زراعته من نباتات وذلك لتأثيرها المباشر على نمو النبات. ومن الضروري توفير التربة الزراعية الجيدة الغنية بالعناصر الغذائية لضمان نمو النباتات المزروعة. لذا فانه يجب دراسة خواص التربة ونسوب المياه السطحية في المواقع المزمع زراعتها ويشترط في التربة الزراعية الجيدة أن تكون بالمواصفات التالية:
درجة تركيز الحموضة (pH)حوالي 7، درجة التوصيل الكهربائي (EC) للأملاح الذائبة في محلول التربة أقل من 2500 ميكروموز/سم عند درجة 25 درجة مئوية، الكلوريدات أقل من 200 جزء في المليون، كربونات الكالسيوم أقل من 5 % من وزن التربة المجففة
```
التربة الزراعية
```

والتربة هي الوسط الذي تنبت فيه النباتات وتثبت جذورها وتحصل منه على ما تحتاج لنموها من ماء وغذاء، والتربة الزراعية عبارة عن صخور أساسية أو ما تسمى بالصخرة الأم المتفتتة بالإضافة إلى المواد العضوية والصخور الأساسية تتفتت إلى ذرات ناعمة وهذه الذرات هي التربة التي يستعملها البشر في الزراعة وتفتت الصخور بواسطة العوامل المختلفة.
كما أن التحليل الكيمياوي يحلل ذرات الصخور ويرسبها على شكل أتربة ناعمة وأعظم من هذا في تفتت الصخور الأساسية هي التعرية الجوية ويتم ذلك بسبب تغيرات الحرارة الجوية فعندما تكون درجة الحرارة مرتفعة تتكدد الصخور وعندما تنخفض درجة الحرارة تتقلص الصخور مما يؤدي إلى تشققها وتفتتها، وكثيراً ما نرى هذه الحادثة في فصل الشتاء البارد إذ نرى أن كثيراً من الأحجار الكلسية تتهشم ويتفتت وسبب ذلك هو تسرب الماء إلى داخل الصخر من المسام، وعندما يتجمدالماء داخل الصخر بعد البرد الشديد يزداد حجمه مما يؤدي إلى زيادة الضغط على الصخر من الداخل مما يؤدي إلى  تفتته وهذا يحدث أيضاً عقب التبدلات الفصلية في الصيف والشتاء حيث تشتد الحرارة في الصيف وتشتد البرودة في الشتاء.

## مكونات التربة الزراعية
تتكون التربة الزراعية من حبيبات كبيرة من الرمال والحصى الصغيرة وحبيبات دقيقة ناعمه من الطين وبها حبيبات صغيرة جدا داكنه اللون تسمي الدبال وهو عبارة عن بقايا الكائنات التي تموت في التربة ويتم تحللها وتفتتها إلى حبيبات دقيقة وهو يزود النباتات بالمواد اللازمة لنموها حيث تحلل إلى مواد بسيطة تذوب في الماء وتمتصها النبات عن طريق الجذور.

## أنواع التربة
التربة الرملية: بني فاتح خشن... كبيرة مفككة لا تحتفط بالماء
التربة الطينية: بني داكن ناعم... صغير متماسكة تحفط الماء
التربة الرملية الطينية: اصفر ناعم متوسط... اقل تماسك وتحتفط بالماء

## وأفضل أنواع التربة الزراعية هي
- التربة الرملية الطينية لكونها وسطا بين التربة الرملية والترب الطينية.
وتتعبر المناطق الزراعية التي تحوي مياها مالحة من الأراضي الصعبة الزراعة باعتبار ان نسبة الملوحة في التربة تؤدي إلى اتلاف خلايا البذور اثناء النمو.

## تدهورالأراضي
يرجع تدهور الأراضي الزراعية المروية للعديد من العوامل نذكر منها التالي:
- تجريف الطبقة السطحية من التربة الزراعية لاستخدامها في صناعة طابوق البناء.
- تلوث التربة الزراعية من الأسمدة وبقايا المبيدات والنفايات الصناعية.
- استنفاذ خصوبة التربة.
- تدهور الخواص البيولوجية.
- انجراف التربة بالمياه وبالرياح.
- زحف الكثبان الرملية على الأراضى الزراعية. وتتعرض التربة الزراعية الخصبة «وخاصة حول المدن» إلى الزحف العمراني مما يترتب على ذلك خسارة مساحات كبيرة منها وهذا الزحف يأخذ أشكالا متعددة منها أبنية سكنية منشآت صناعية أيضا، بالإضافة إلى ذلك فان عمليات الرعي الجائر أدت إلى خسارة مساحات واسعة في كثير من المناطق الزراعية المروية، ويمكن إجمال التدهور أو التصحر حسب ظروف المنطقة المعنية إلى الآتي:
1- تدهور بفعل الرياح.
2- تدهور بفعل المياه.
3- تدهور فيزيائي.
4- تدهور كيميائي.
5- تدهور حيوي.

## التصحر
يؤدي إلى تدهور الأرض في المناطق الجافة وشبه الجافة وشبة الرطبة الناتجة عن عوامل مختلفة منها التغيرات المناخية والنشاطات البشرية.

## وهناك أربع درجات أو فئات لحالات التصحر حسب تصنيف الأمم المتحدة للتصحر وهي
1- تصحر خفيف: وهو حدوث تلف أو تدمير طفيف جدا في الغطاء النباتي والتربة ولا يؤثر على القدرة البيولوجية للبيئة.
2- تصحر معتدل: وهو تلف بدرجة متوسطة للغطاء النباتي وتكوين كثبان رملية صغيرة أو أخاديد صغيرة في التربة وكذلك تملح للتربة مما يقلل الإنتاج بنسبة 10-15 %.
3- تصحر شديد جدا: وهو انتشار الحشائش والشجيرات غير المرغوبة في المرعى على حساب الأنواع المرغوبة والمستحبة وكذلك بزيادة نشاط التعرية مما يؤثر على الغطاء النباتي وتقلل من الإنتاج بنسبة 50%.